# Zasłonak brunatnoplamisty

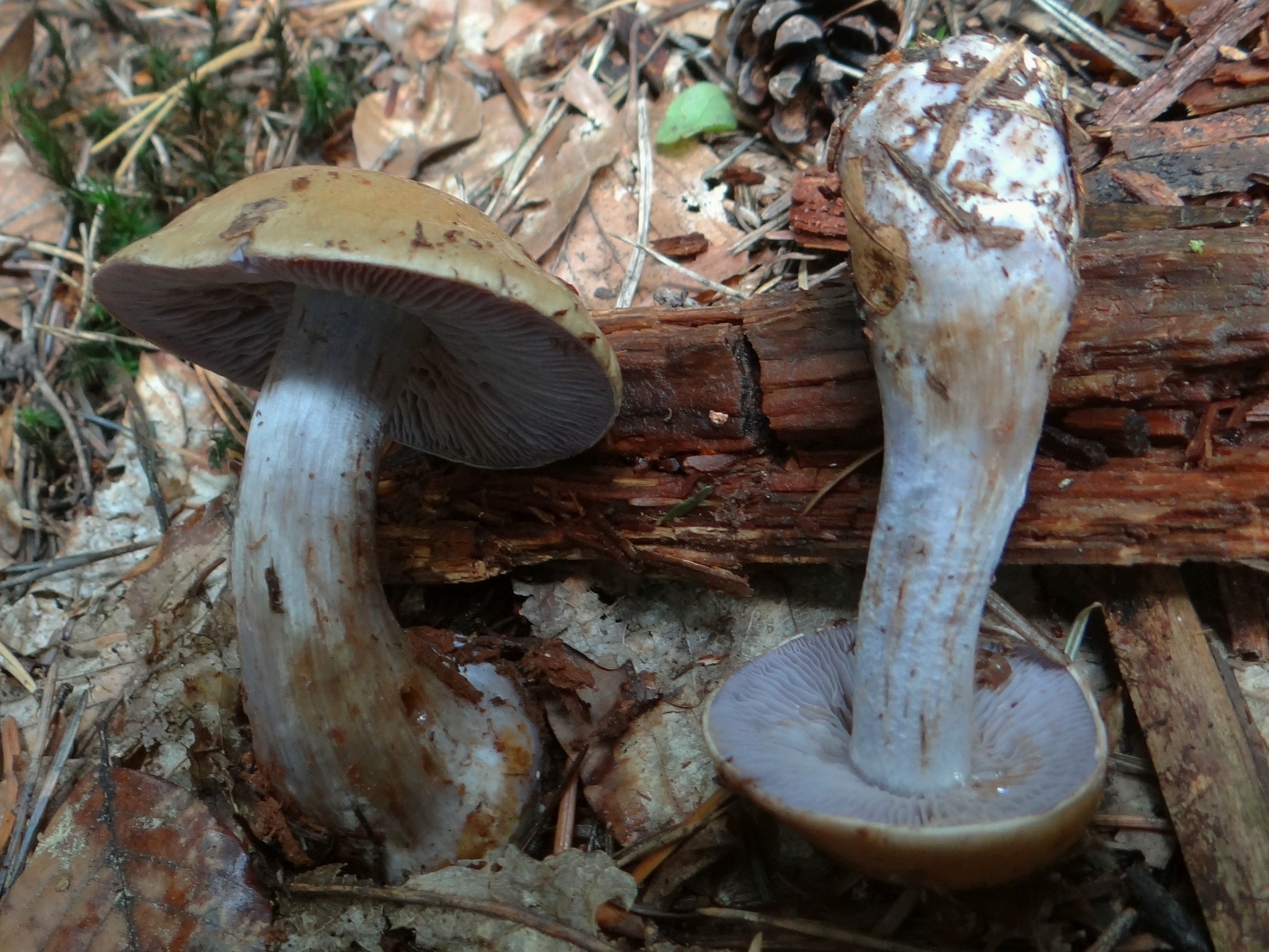

Zasłonak brunatnoplamisty (Thaxterogaster fulvo-ochrascens (Rob. Henry) Niskanen & Liimat.) – gatunek grzybów należący do rodziny zasłonakowatych (Cortinariaceae).

## Systematyka i nazewnictwo
Pozycja w klasyfikacji według Index Fungorum: Thaxterogaster, Cortinariaceae, Agaricales, Agaricomycetidae, Agaricomycetes, Agaricomycotina, Basidiomycota, Fungi.
Po raz pierwszy opisał go Robert Henry w 1943 r. Nadał mu nazwę Cortinarius fulvoochrascens. W 2022 r. Tuula Niskanen i Kare Liimatainen przenieśli go do rodzaju Thaxterogaster
Nazwę polską podał w swojej monografii zasłonaków Andrzej Nespiak w 1975 r. Jest niespójna z aktualną nazwą naukową.

## Morfologia
Kapelusz
Osiąga średnicę do 12 cm. Początkowo jest półkoliście wypukły, potem rozpłaszczony. Powierzchnia gładka, śliska z bardzo drobnymi włókienkami. Barwa szaro-ochrowa, ochrowobrązowa, żółtobrązowa. U młodych owocników z kapelusza zwisają białawe resztki osłony. W reakcji z KOH skórka staje się bordowa.
Blaszki
Przyrośnięte do trzonu, cienkie, szerokie, gęste o jaśniejszych i nieco ząbkowanych ostrzach. Występują międzyblaszki. Początkowo blaszki są fioletowe, później fioletowo-brązowe.
Trzon
Pełny, wysokość 5–8 cm, grubość 2–3 cm. Kształt pałkowaty, cieńszy pod kapeluszem. Zazwyczaj posiada bulwę o grubości 3–4 cm. Powierzchnia o barwie fioletowej, z białymi włókienkami osłony i brązowymi plamami.
Miąższ
Zwarty, białawy, tylko w górnej części kapelusza liliowy. Smak i zapach łagodny.
Cechy mikroskopowe
Wysyp zarodników rdzawobrązowy. Zarodniki o kształcie od migdałowatego do niemal wrzecionowatego i rozmiarach 11-13–(14) × 7–8–(8, 5) μm. Podstawki duże, o rozmiarze 38–46 × 10–11,5 μm. Strzępki skórki pigmentowane, o szerokości 3–7 μm.
Gatunki podobne
Na takich samych siedliskach występuje podobny morfologicznie zasłonak niebieskostopy (Cortinarius glaucopus). Jest zwykle bardziej intensywnie niebieski i różni się budową zarodników. Kapelusz ma bardziej intensywnie ubarwiony i wyraźnie pokryty promieniście włókienkami.

## Występowanie i siedlisko
Opisano występowanie tego gatunku w niektórych krajach Europy oraz w środkowej części Ameryki Północnej. W Niemczech jest rzadki i występuje tylko w górach, na Słowacji znajduje się na czerwonej liście gatunków zagrożonych. W Polsce jego rozprzestrzenienie i częstość występowania nie są znane, wymagają badań terenowych. W piśmiennictwie naukowym do 2003 r. tylko A. Nespiak opisał jego stanowiska w Pieninach.
Naziemny grzyb mykoryzowy. Na opisanych przez A. Nespiaka stanowiskach zasłonak brunatnoplamisty rósł w lesie, pod świerkami, na kwaśnych glebach.